# Edikule
Edikule (în turcă Yedikule, adică „Șapte Turnuri”) este un cartier din districtul Fatih, Istanbul, Turcia. El este numit după Fortăreața Edikule, care înconjoară cartierul.

## Imagini

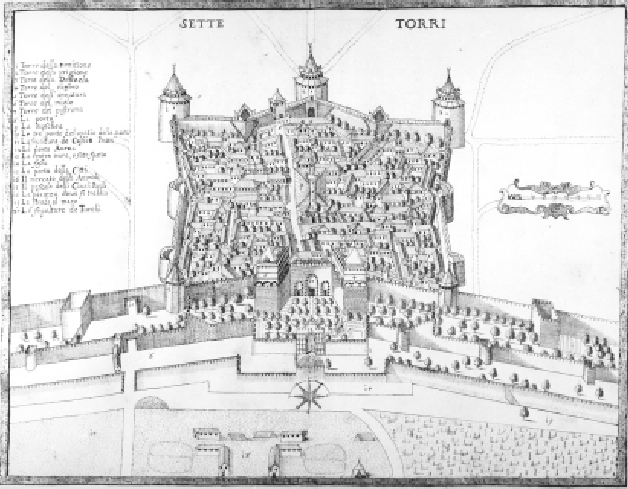
Fortăreața Edikule („Fortăreața celor Șapte Turnuri”) și Poarta de Aur din Istanbul de Fr. Scarella c. 1685
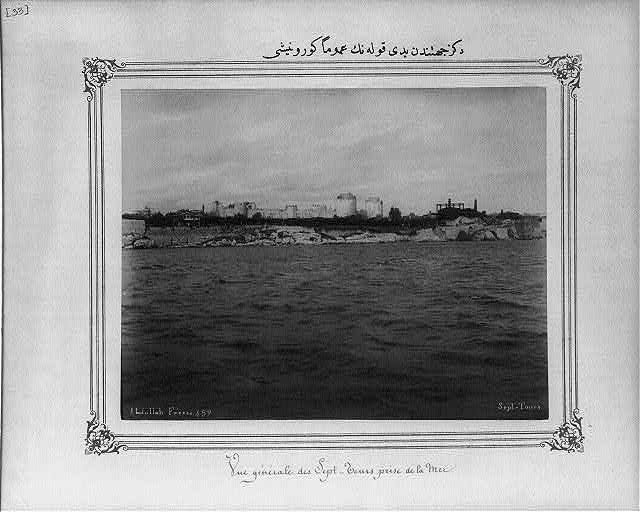
Edikule văzut de pe mare, sfârșitul sec. al XIX-lea
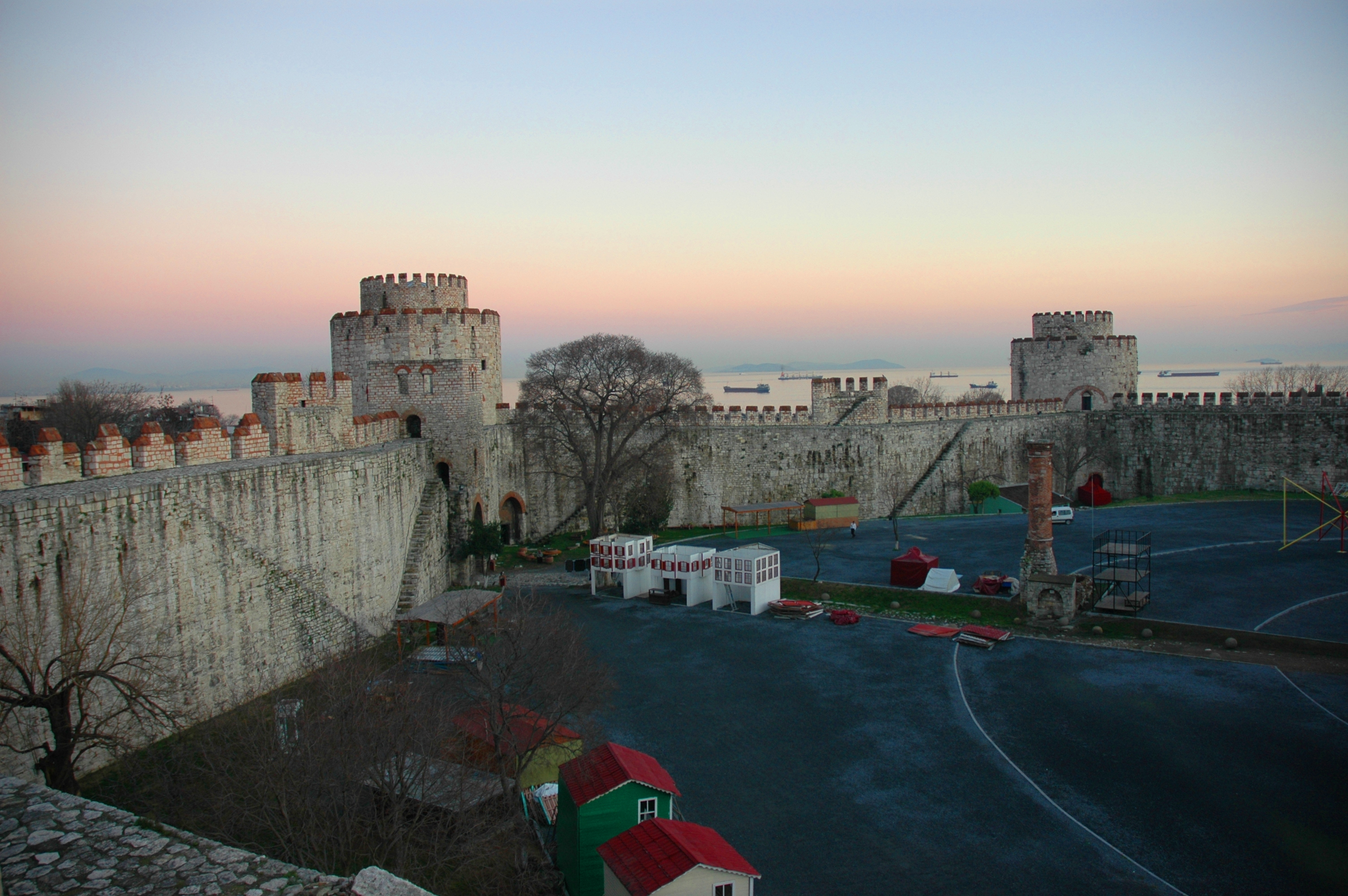
Fortăreața în 2008

1. ↑  İstanbul'un Mahalle Bazında Nüfus Yoğunluğu Haritası, Population Density Map of Istanbul by Neighborhood (în engleză), arhivat din original la 25 septembrie 2024, accesat în 24 septembrie 2024
2. ↑  PTT posta kodu sorgulama, PTT zip code inquiry (în engleză), PTT[*], accesat în 9 iunie 2024
3. ↑  Coğrafi Numaralar, Geographic Numbers (în engleză), Bilgi Teknolojileri ve İletişim Kurumu[*], arhivat din original la 19 ianuarie 2024, accesat în 12 aprilie 2024